# Saison 2 de Rizzoli and Isles
Chronologie
Saison 1 Saison 3
Cet article présente le guide des épisodes de la deuxième saison de la série télévisée américaine Rizzoli and Isles.

## Distribution

### Acteurs principaux
- Angie Harmon (VF : Juliette Degenne) : Détective Jane Rizzoli
- Sasha Alexander (VF : Ariane Deviègue) : Dr Maura Isles
- Lee Thompson Young (VF : Raphaël Cohen) : Détective Barold « Barry » Frost
- Jordan Bridges (VF : Fabrice Fara) : Détective Francesco « Frankie » Rizzoli Junior
- Bruce McGill (VF : Vincent Grass) : Sergent Détective  Vince Korsak
- Lorraine Bracco (VF : Maïk Darah) : Angela Rizzoli

### Acteurs récurrents
- Brian Goodman (en) (VF : Didier Cherbuy) : Lieutenant Sean Cavanaugh (7 épisodes)

### Invités
- Chris Vance (VF : Guillaume Lebon) : le lieutenant-colonel  Charles « Casey » Jones[1] (épisodes 1 et 13)
- Matthew Del Negro (VF : Constantin Pappas) : Giovanni Gilberti (épisodes 3 et 13)
- Annie Wersching : Nicole Mateo[2] (épisode 4)
- Colin Egglesfield (VF : Sébastien Desjours) : Tommy Rizzoli (épisodes 5, 9 et 12)
- Jim O'Heir : Dr Little[3] (épisode 5)
- Jacqueline Bisset (VF : Perrette Pradier) : Constance Isles[4] (épisodes 6 et 15)
- Darryl Alan Reed (VF : Serge Faliu) : Rondo (épisode 8)
- John Doman (VF : Patrick Floersheim) : Patrick « Paddy » Doyle (épisodes 9 et 15)
- Michael Massee (VF : David Kruger) : Dr « Doctor » Charles Hoyt (épisode 10)
- Lolita Davidovich : Melody Patterson[5] (épisodes 13 et 14)
- Lisa LoCicero (en) : Yvonne Smith[6] (épisode 14)
- Tina Huang (VF : Sophie Arthuys) : Susie Chang (épisode 15)
- Billy Burke (VF : Pierre Tessier) : Gabriel Dean[7] (épisode 15)

## Épisodes

### Épisode 1:Je ne suis pas un héros
- États-Unis : 11 juillet 2011 sur TNT
- France : 1er février 2012 sur TPS Star
- Québec : 20 avril 2012 sur Séries+

- États-Unis : 6,382 millions de téléspectateurs[8]

### Épisode 2:L'Instinct maternel
- États-Unis : 18 juillet 2011 sur TNT
- France : 1er février 2012 sur TPS Star
- Québec : 27 avril 2012 sur Séries+

- États-Unis : 6,392 millions de téléspectateurs[9]

- Ever Carradine

### Épisode 3:Parade navale
- États-Unis : 25 juillet 2011 sur TNT
- France : 1er février 2012 sur TPS Star
- Québec : 4 mai 2012 sur Séries+

- États-Unis : 6,04 millions de téléspectateurs[10]

### Épisode 4:Alerte Enlèvement
- États-Unis : 1er août 2011 sur TNT
- France : 8 février 2012 sur TPS Star
- Québec : 11 mai 2012 sur Séries+

- États-Unis : 6,454 millions de téléspectateurs[11]

### Épisode 5:Tuer n'est pas jouer
- États-Unis : 8 août 2011 sur TNT
- France : 8 février 2012 sur TPS Star
- Québec : 18 mai 2012 sur Séries+

- États-Unis : 6,455 millions de téléspectateurs[12]

- Taylor Kinney (Jesse Wade)

### Épisode 6:Histoire ancienne
- États-Unis : 15 août 2011 sur TNT
- France : 15 février 2012 sur TPS Star
- Québec : 25 mai 2012 sur Séries+

- États-Unis : 6,742 millions de téléspectateurs[13]

- Jackie Geary (Maggie McGee)

### Épisode 7:Chasse aux sorcières
- États-Unis : 22 août 2011 sur TNT
- France : 15 février 2012 sur TPS Star
- Québec : 1er juin 2012 sur Séries+

- États-Unis : 6,274 millions de téléspectateurs[14]

### Épisode 8:Entreprise familiale
- États-Unis : 29 août 2011 sur TNT
- France : 22 février 2012 sur TPS Star
- Québec : 8 juin 2012 sur Séries+

- États-Unis : 6,714 millions de téléspectateurs[15]

- Arden Cho : Lee
- Jonathan Cake : Dr Ian Faulkner

### Épisode 9:Le Retour du père
- États-Unis : 5 septembre 2011 sur TNT
- France : 22 février 2012 sur TPS Star
- Québec : 15 juin 2012 sur Séries+

- États-Unis : 6,688 millions de téléspectateurs[16]

### Épisode 10:Le Plus beau des cadeaux
- États-Unis : 12 septembre 2011 sur TNT
- France : 29 février 2012 sur TPS Star
- Québec : 22 juin 2012 sur Séries+

- États-Unis : 5,626 millions de téléspectateurs[17]

### Épisode 11:La Loi du silence
- États-Unis : 28 novembre 2011 sur TNT
- France : 29 février 2012 sur TPS Star
- Québec : 29 juin 2012 sur Séries+

- États-Unis : 4,782 millions de téléspectateurs[18]

### Épisode 12:Liens fraternels
- États-Unis : 5 décembre 2011 sur TNT
- France : 7 mars 2012 sur TPS Star
- Québec : 6 juillet 2012 sur Séries+

- États-Unis : 3,86 millions de téléspectateurs[19]

### Épisode 13:La Réunion des anciens
- États-Unis : 12 décembre 2011 sur TNT
- France : 7 mars 2012 sur TPS Star
- Québec : 13 juillet 2012 sur Séries+

- États-Unis : 4,905 millions de téléspectateurs[20]

### Épisode 14:Mort en coulisses
- États-Unis : 19 décembre 2011 sur TNT
- France : 14 mars 2012 sur TPS Star
- Québec : 20 juillet 2012 sur Séries+

- États-Unis : 5,324 millions de téléspectateurs[21]

### Épisode 15:À feu et à cran
- États-Unis : 26 décembre 2011 sur TNT
- France : 14 mars 2012 sur TPS Star
- Québec : 27 juillet 2012 sur Séries+

- États-Unis : 5,79 millions de téléspectateurs[22]

## Audiences
| Épisode | Titre original                  | Titre français           | Date de diffusion originale | Audiences aux États-Unis (TNT) |
| ------- | ------------------------------- | ------------------------ | --------------------------- | ------------------------------ |
| 1       | We Don't Need Another Hero      | Je ne suis pas un héros  | 11 juillet 2011             | 6.38                           |
| 2       | Living Proof                    | L'Instinct maternel      | 18 juillet 2011             | 6.39                           |
| 3       | Sailor Man                      | Parade navale            | 25 juillet 2011             | 6.04                           |
| 4       | Brown Eyed Girl                 | Alerte Enlèvement        | 1er août 2011               | 6.45                           |
| 5       | Don't Hate The Player           | Tuer n'est pas jouer     | 8 août 2011                 | 6.46                           |
| 6       | Rebel Without A Pause           | Histoire ancienne        | 15 août 2011                | 6.74                           |
| 7       | Bloodlines                      | Chasse aux sorcières     | 22 août 2011                | 6.27                           |
| 8       | My Own Worst Enemy              | Entreprise familiale     | 29 août 2011                | 6.71                           |
| 9       | Gone Daddy Gone                 | Le Retour du père        | 5 septembre 2011            | 6.69                           |
| 10      | Remember Me                     | Le plus beau des cadeaux | 12 septembre 2011           | 5.63                           |
| 11      | Can I Get a Witness?            | La Loi du silence        | 28 novembre 2011            | 4.78                           |
| 12      | He Ain't Heavy, He's My Brother | Liens fraternels         | 5 décembre 2011             | 3.86                           |
| 13      | Seventeen Ain't So Sweet        | La Réunion des anciens   | 12 décembre 2011            | 4.91                           |
| 14      | Don't Stop Dancing, Girl        | Mort en coulisses        | 19 décembre 2011            | 5.32                           |
| 15      | Burning Down the House          | À feu et à cran          | 26 décembre 2011            | 5.79                           |